# 我的E政府
我的E政府（www.gov.tw）是中華民國政府的入口網站，於2001年開站，最初由研考會架設，現由數位發展部管理。前身為於1999年開站的政府網際服務網，2001年1月17日行政院第2718次會議核定通過之知識經濟發展方案具體措施—「電子化政府整合型政府入口網發展計畫」，旨在整合政府資訊服務資源，加速各機關資訊及服務上網，提升為民服務的品質，並促進電子化政府、電子商務相關應用產業的發展。

## 外部連結
- 我的E政府